# Cosa Brava

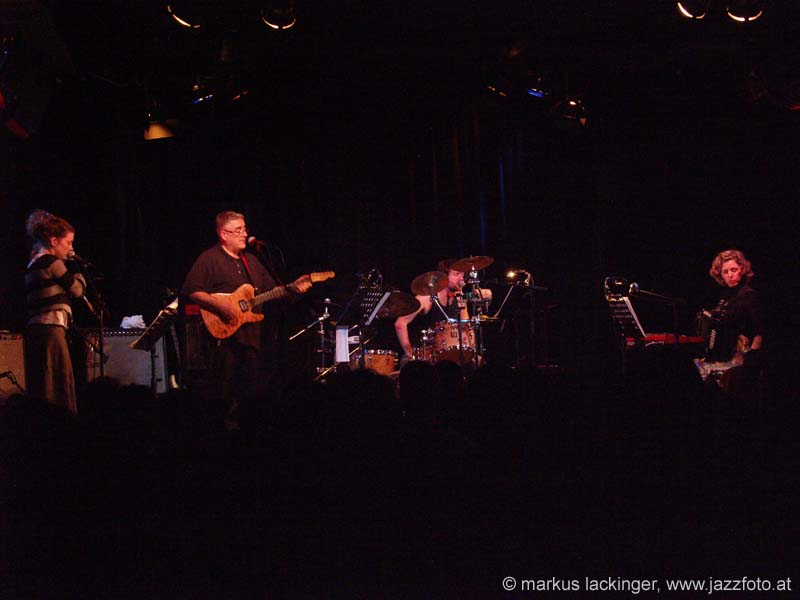
Cosa Brava in 2008

Cosa Brava is een experimenteel rock- en improvisatiequintet, in 2008 opgericht door mult-instrumentalist en componist Fred Frith. De band bestaat naast Frith (gitaar) uit Zeena Parkins (keyboards, accordeon), Carla Kihlstedt (viool), Matthias Bossi (drums) en the Norman Conquest (geluidsmanipulatie). Cosa Brava werd opgericht in Oakland, Californië, waar Frith les geeft aan Mills College (onder meer compositie). Zijn motivatie voor de oprichting kwam voor uit Friths verlangen weer in een rockband te spelen.
Met Zeena Parkins werkte Frith eerder in de groepen Skeleton Crew en Keep the Dog. Met Kihlstedt heeft hij op verschillende albums samengewerkt. The Norman Conquest was een student van Frith.
In april 2008 toerde de groep uitgebreid in Europa.

## Discografie
- Ragged Atlas, 2010

Art Bears · Cosa Brava · Death Ambient · Fred Frith Guitar Quartet · French Frith Kaiser Thompson · Henry Cow · Keep the Dog · Maybe Monday